# Stay Up, Get Down
Stay Up, Get Down är den första EP:n av The Maine och släpptes 8 maj 2007.

## Låtlista
1. "Count 'Em One, Two, Three"
2. "Daisy"
3. "Shake It"
4. "Give Me Anything"
5. "Undressing The Words"
6. "The Town's Been Talkin'"